# GJ 504 b

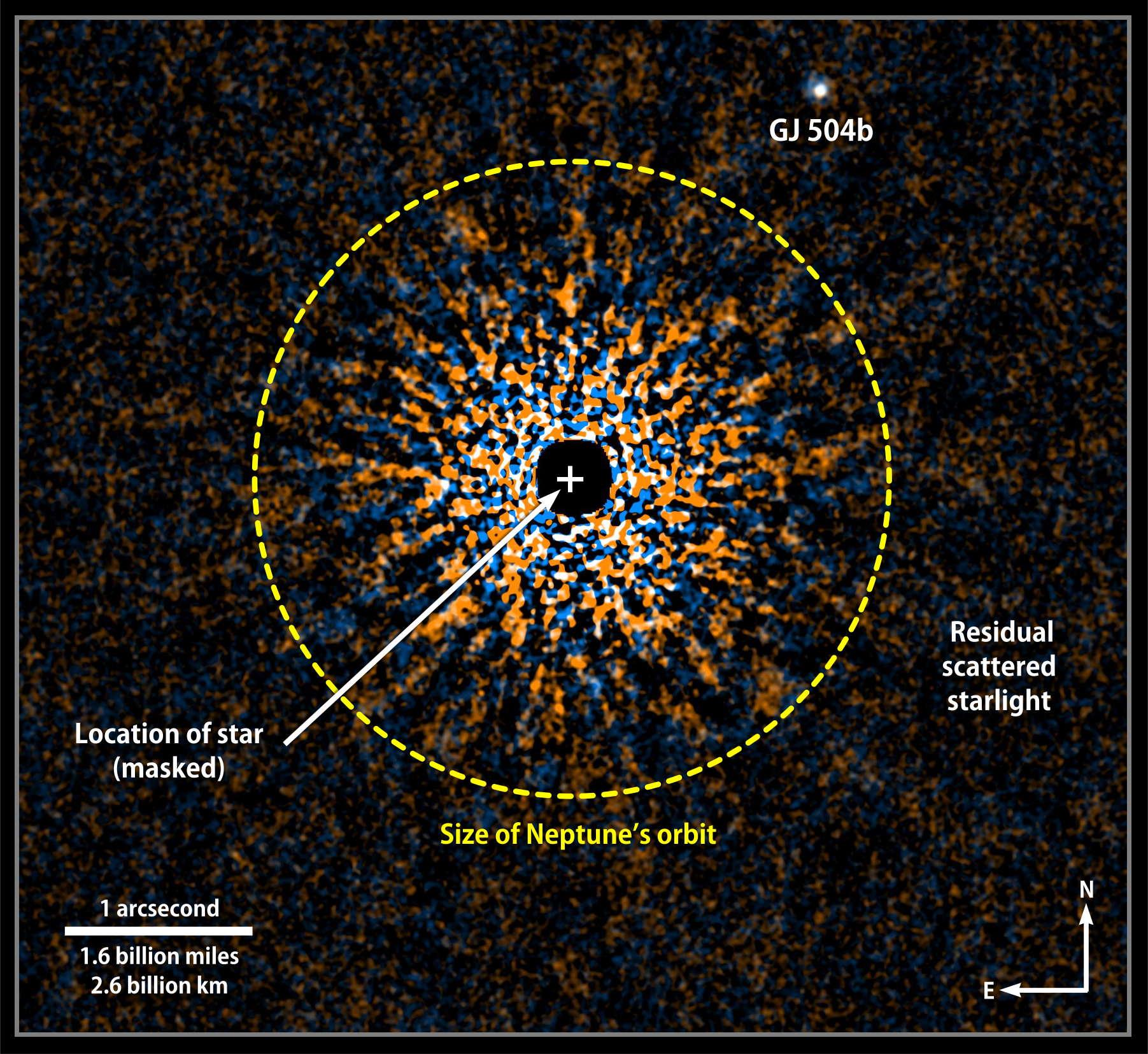
Зіставлене зображення GJ 504 b, отримане за допомогою телескопа Субару у двох ділянках ближнього інфрачервоного діапазону (помаранчевий — 1,6 мкм, у травні 2011 року, і синій — 1,2 мкм, у квітні 2012 року

GJ 504 b — екзопланета-газовий гігант або коричневий карлик, що обертається навколо зорі 59 Діви (GJ 504), яка є аналогом Сонця й розташована на відстані 57 світлових років від Сонячної системи. Об'єкт відкрили 2013 року методом прямого спостереження з використанням Субару — 8,2-метрового оптичного телескопа, що належить Національній астрономічній обсерваторії Японії, розташованого на Мауна-Кеа, Гаваї. На тлі інших екзопланет GJ 504 b виділяється тому, що у видимому спектрі, за деякими оцінками, ймовірно має пурпуровий колір. GJ 504 b є однією з найменших екзопланет, відкритих методом прямого спостереження.

## Історія відкриття
Перші знімки екзопланети зроблено ще 2011 року. Власний рух тіла навколо материнської зорі зафіксовано 2012 року, в межах стратегічної програми дослідження екзопланет і протопланетних дисків за допомогою телескопа Субару, під час реалізації якої астрономи отримали прямі зображення планет, розташованих поза Сонячною системою.
Вчених цікавили також протопланетні диски навколо кількох сотень найближчих зір. П'ятирічний проект почав роботу 2009 року. Застосування адаптивної оптики дозволило отримувати знімки з максимальною роздільною здатністю, завдяки динамічній компенсації оптичних неоднорідностей атмосфери Землі.
У лютому 2013 року група астрономів на чолі з Масаюкі Куцухарою з Токійського університету надіслала статтю про відкриття в журнал Astrophysical Journal, де вона була опублікована в вересні 2013 року.

## Утворення планети
Відстань GJ 504 b від материнської зорі в проєкції на небесну сферу — 43,5 астрономічних одиниць, що майже в 9 разів перевищує відстань від Сонця до Юпітера (а справжня відстань, у просторі, найімовірніше, ще більша). Ще на стадії відкриття екзопланети це стало загадкою для астрономів, оскільки таке віддалення газового гіганта від материнської зорі важко пояснити за допомогою сучасних моделей утворення планет.
Згідно з найпоширенішою версією, яку називають моделлю акреції ядра (англ. core-accretion model), газові планети, подібно до Землі, утворюються з насиченого газом і пилом акреційного диска, що оточує молоду зорю. Ядро планети зазвичай утворюється внаслідок зіткнення планетезималей. Як тільки ядро досягає досить великої маси (близько 10 земних), починається швидка акреція на нього газу з диска, яка й формує газовий гігант. Така модель застосовна для екзопланет, чия орбіта віддалена від зорі не більше ніж на 30 а. о., але для тіл, розташованих далі від своїх зір, така модель мало підходить.
У науковій спільноті дотепер не існує однозначної думки стосовно цього, проте подальше вивчення системи зорі має внести ясність у розуміння процесів формування подібних планет.

## Фізичні характеристики
Через значне віддалення GJ 504 b майже не отримує тепла від материнської зорі. Проте температура об'єкта доволі висока: 544±10 К (271±10 °C). За такої температури не здатні вижити жодні відомі організми, у тому числі термофіли. Оцінка маси об'єкта залежить від визначення його віку, який відомий погано. За оцінкою першовідкривачів, вік системи становить 0,16+0,35
−0,06 млрд років, і в такому разі маса об'єкта дорівнює 4,0+4,5
−1,0 маси Юпітера. 2015 року інші дослідники оцінили вік системи у 4,5+2,0
−1,5 млрд років, що відповідає масі об'єкта 20-30 мас Юпітера, і тоді він є вже не планетою, а коричневим карликом. Радіус об'єкта оцінюють у 0,96±0,07 радіуса Юпітера.
Один з учасників дослідницької групи Центру космічних польотів NASA Майкл Макелуейн повідомив, що якби люди могли наблизитися до GJ 504 b, вони побачили б світ, який світиться темно-вишневим чи пурпуровим кольором під впливом тепла, що лишилося з часів його формування[уточнити]. Спостереження в інфрачервоних променях показують підвищену частку короткохвильового випромінювання у спектрі (більш «блакитний» «колір»), що може означати відсутність щільних хмарних шарів в атмосфері. Глибока прозора атмосфера GJ 504 b давала дослідникам надію виявити в її спектрі лінії й смуги різних речовин, зокрема, метану.
У жовтні 2013 року міжнародна команда астрономів оприлюднила дані про нові спостереження GJ 504 b. Дослідники порівняли блиск об'єкта в декількох спектральних смугах інфрачервоного діапазону (J, H, Ks, CH4S) з блиском у смузі CH4L, яка відповідає смузі метану (фільтр CH4L пропускає промені в діапазоні довжин хвиль від 1,643 до 1,788 мкм). Якщо у смугах J, H, Ks, CH4S видима зоряна величина планети становила 19,4-20,0 зоряних величин, то в смузі CH4L планету взагалі не вдалося виявити (блиск >20,62m). Це говорить про те, що в спектрі GJ 504 b наявні сильні смуги метану.